# Monumento natural Quebrada de Cardones
El monumento natural Quebrada de Cardones es un espacio natural protegido por el decreto 64 promulgado el 1 de julio de 2009 como monumento natural de Chile.

## Ubicación y características
El área protegida es de 11.325,71 hectáreas que están ubicadas a ambos lado de la ruta 11-CH que va de Arica a Bolivia a una distancia de 65 km de la urbe portuaria. Su altitud varía entre 2000 m s. n. m. y 2700 m s. n. m.
(Ver mapa del enlace superior derecho)
Está comprendida dentro del extremo sur de la cuenca del río Lluta y su límite sur es la divisoria de aguas con la cuenca superior del río San José.

## Fundamentos de la declaración
La CONAF informa que: Destaca por la protección del cactus candelabro. El lugar cuenta además con la presencia de guanacos  y tarucas, especies con problemas de conservación, siendo asimismo corredor biológico para aves que se trasladan entre la costa y el interior.